# Aixam-MEGA
Aixam-MEGA — французская автомобилестроительная промышленная группа. Специализируется на производстве субкомпактных автомобилей, «лёгких квадрициклов» (пришедших на смену мотоколяскам), которые не требуют водительских прав. Производит легковые и коммерческие автомобили. Производство расположено в регионе Рона-Альпы в коммунах Экс-ле-Бен (департамент Савойя) и Шанас (департамент Изер). Автомобили продаются в Европе и Северной Америке.

## История
Компания была основана в 1983 году для производства субкомпактных автомобилей на производственной базе обанкротившейся компании Arola. Автомобили выпускались под маркой Aixam.
В 1992 году появилась марка Mega, которая стала четвёртым по счёту французским производителем субкомпактных автомобилей, не требующих водительских прав.
В 2003 году Mega полностью обновила модельный ряд, взяв ориентир на завоевание двух практически неразвитых сегментов авторынка: компактных ультра-лёгких коммерческих автомобилей и электромобилей.
Наибольших объёмов производство достигло в 2007 году — было выпущено в 15 500 автомобилей. В 2009 году количество сократилось до 12 000.

## Модельный ряд
Компания состоит из двух подразделений, выпускающих автомобили под двумя марками: Aixam и Mega.
- Под маркой Aixam выпускаются легковые субкомпактные автомобили. На Парижском автосалоне 2010 компания представила серию Impulsion.
- Под маркой Mega выпускаются коммерческие субкомпактные автомобили MEGA Multitruck, коммерческий электромобиль Mega Worker, а также легковой электромобиль MEGA City (электро-аналог Aixam City).

## Безопасность
В 2016 году впервые модель компании Aixam была протестирована европейским комитетом по проведению независимых краш-тестов Euro NCAP. В результате Aixam Crossover GTR 2016 модельного года смог набрать только одну звезду из пяти возможных, что является одним из худших результатов в истории данных тестов.

## В автоспорте
В 2000 году французский экипаж Стефан Петерансель — Жан-Поль Коттре на полноприводном суперкаре Mega Track стали вторыми из 95 финишировавших экипажей в классе «Автомобили» в «Ралли Дакар», в тот год имевшего название «Париж — Дакар — Каир».

## Фотографии

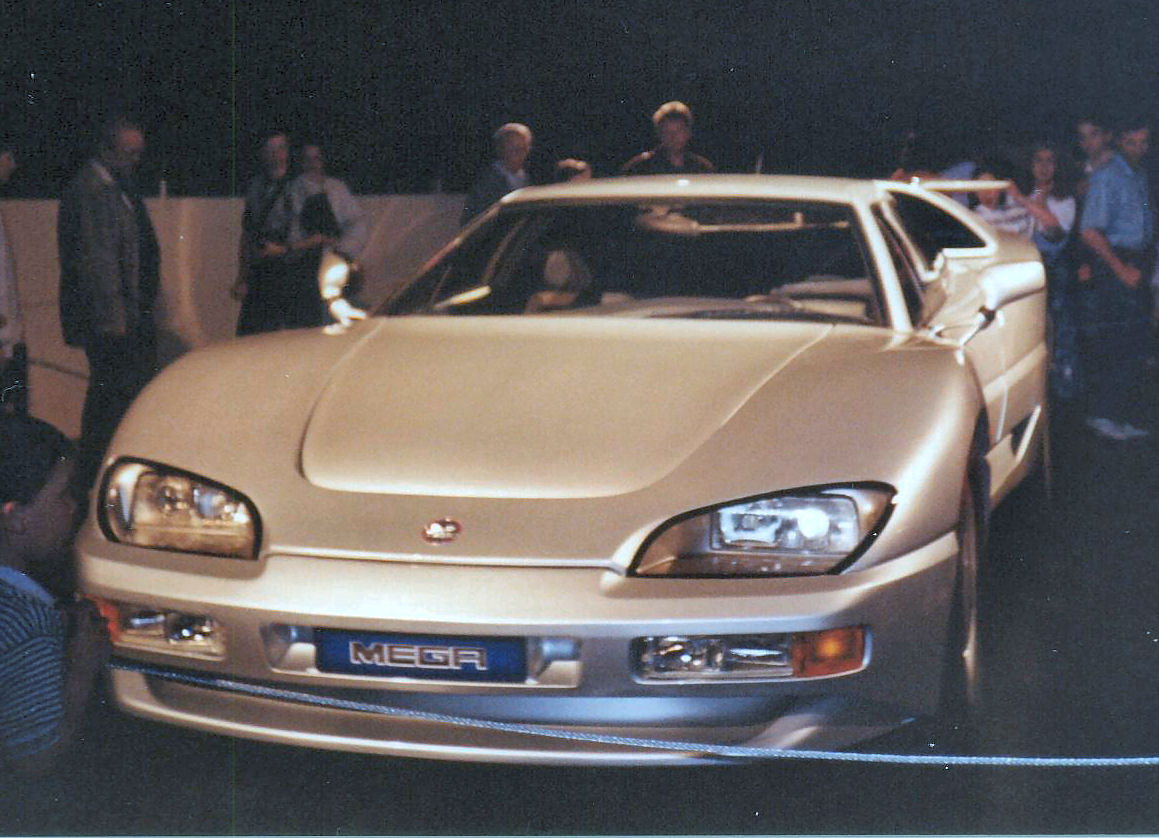
Полноприводный суперкар Mega Track[фр.]
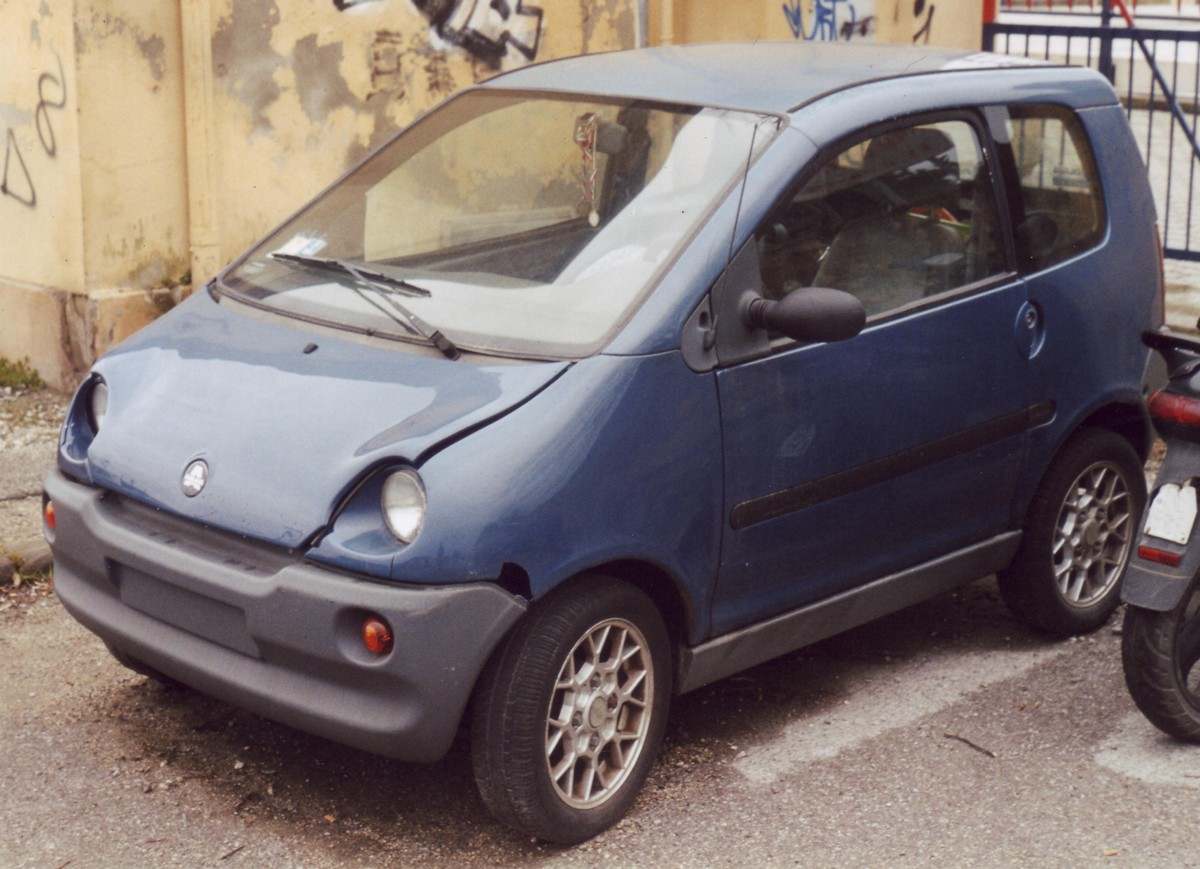
Aixam 400
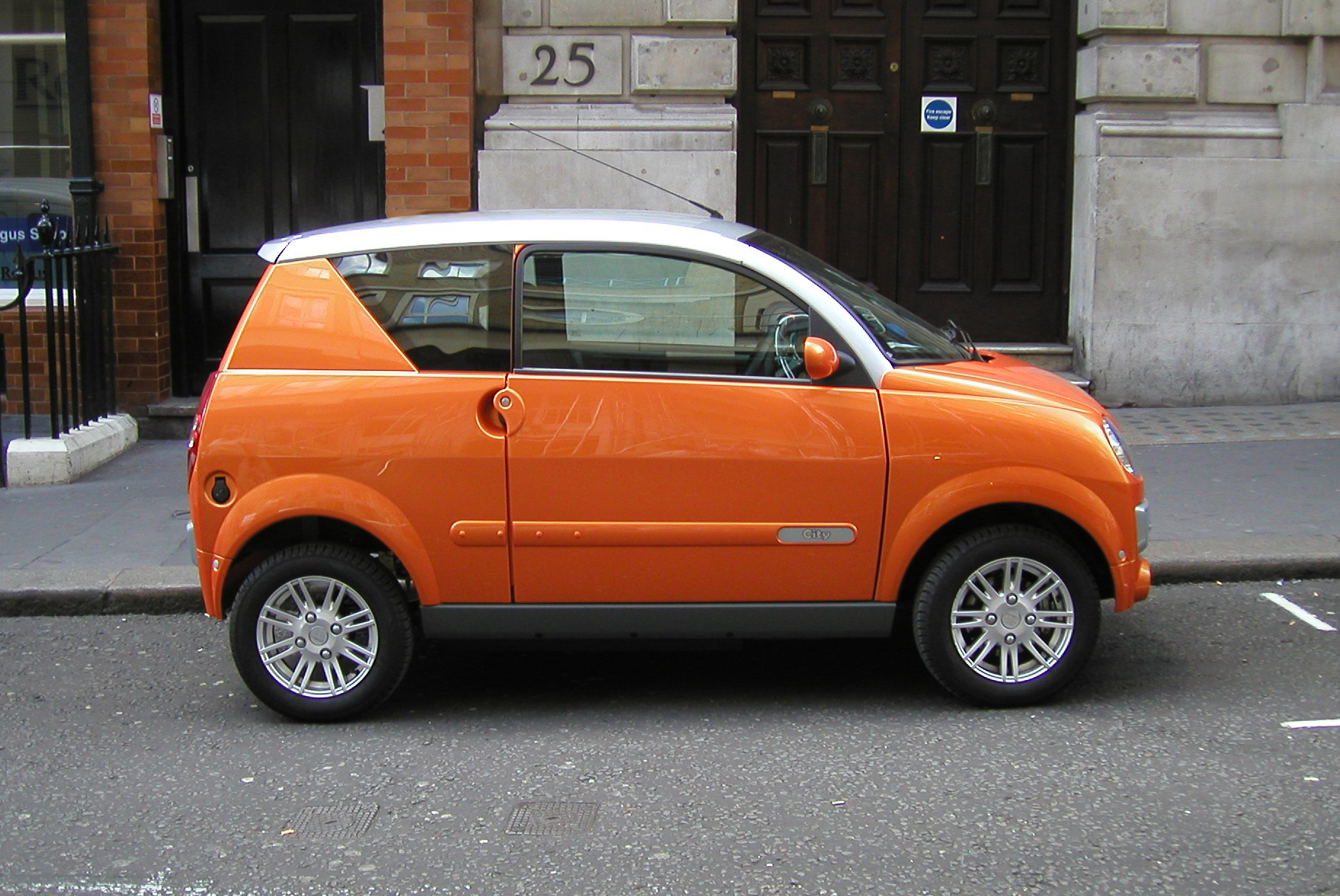
Aixam City Sporty
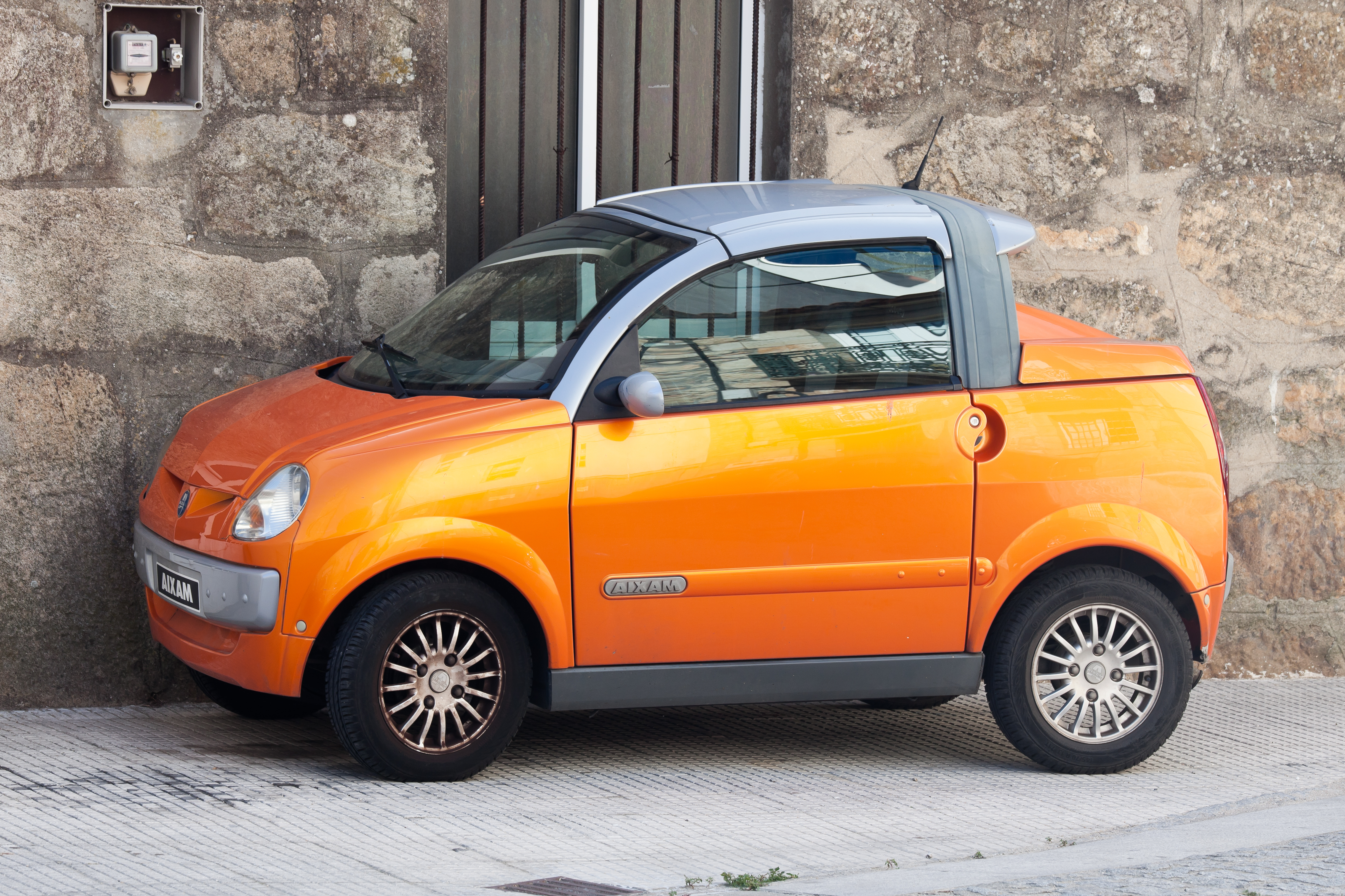
Aixam Scouty/Scouty-R
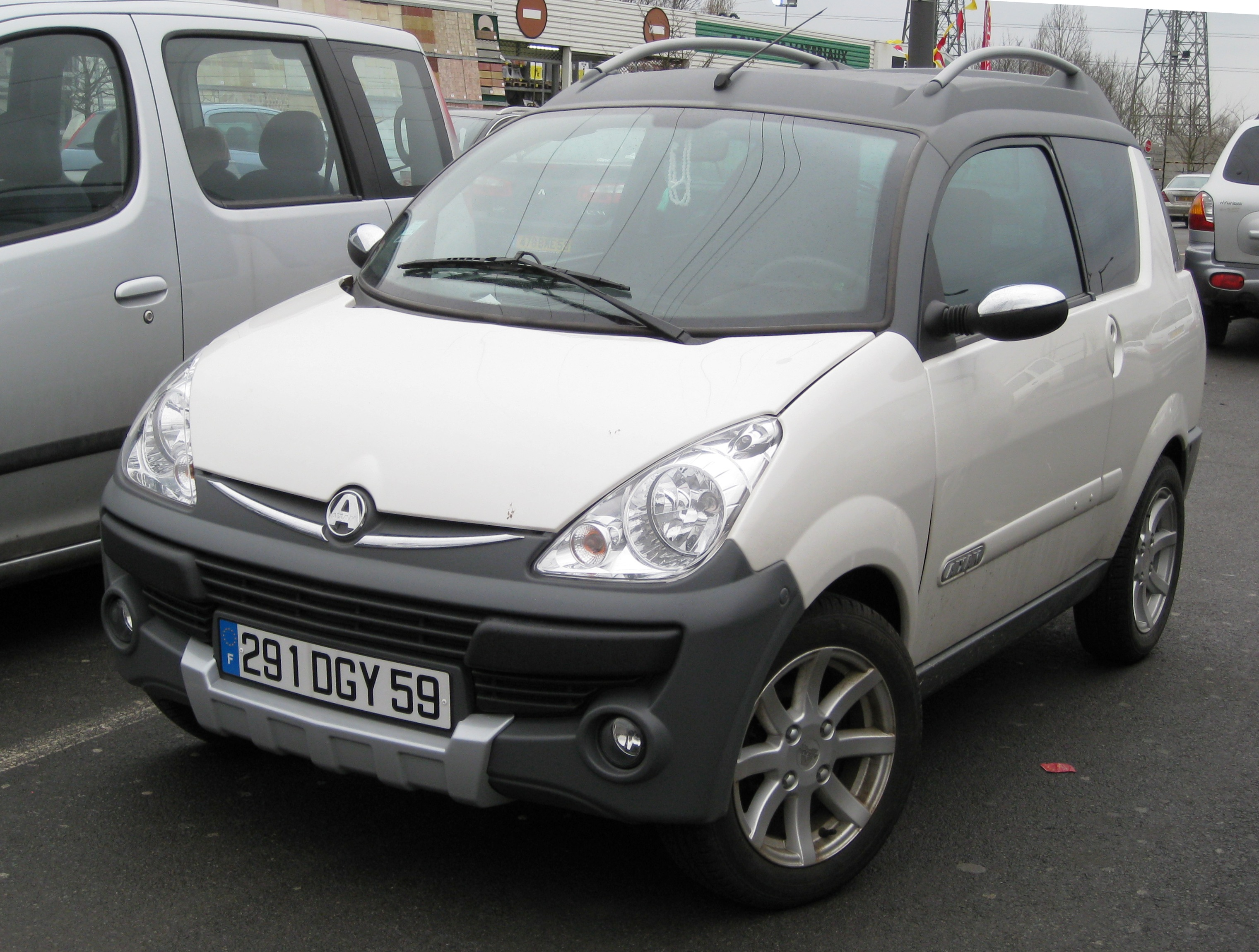
Aixam Crossline
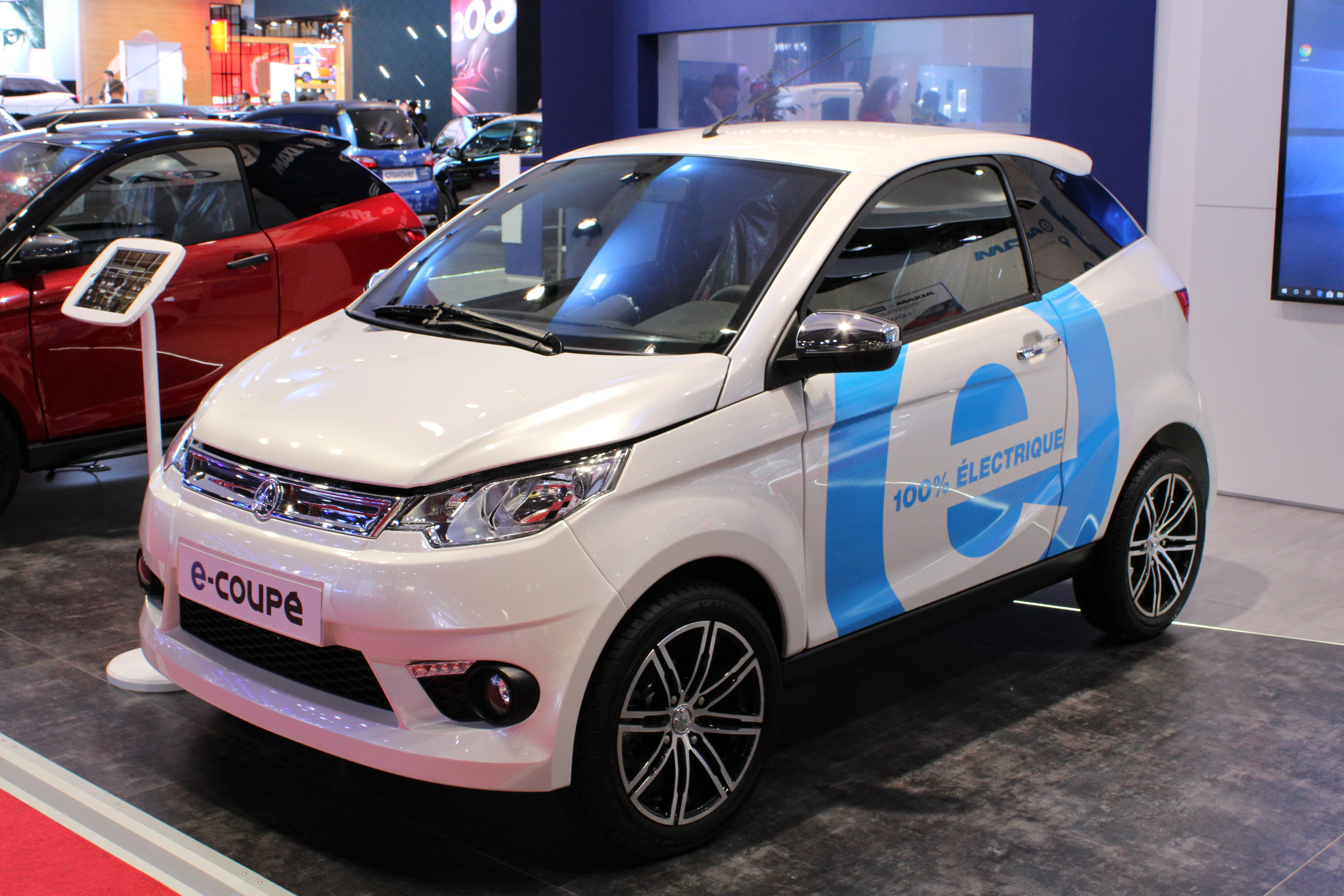
Aixam e-Coupé
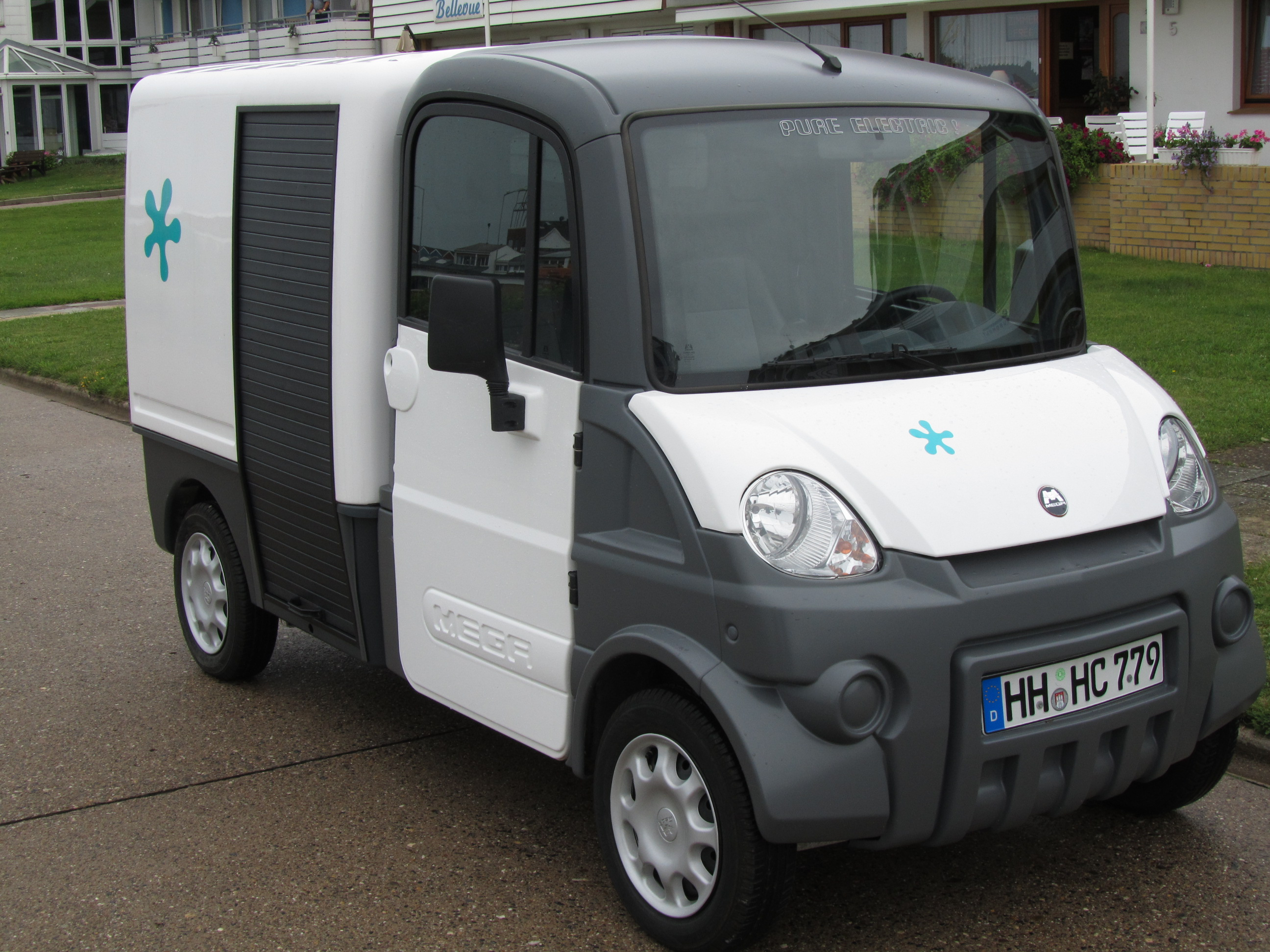
MEGA Multitruck Van
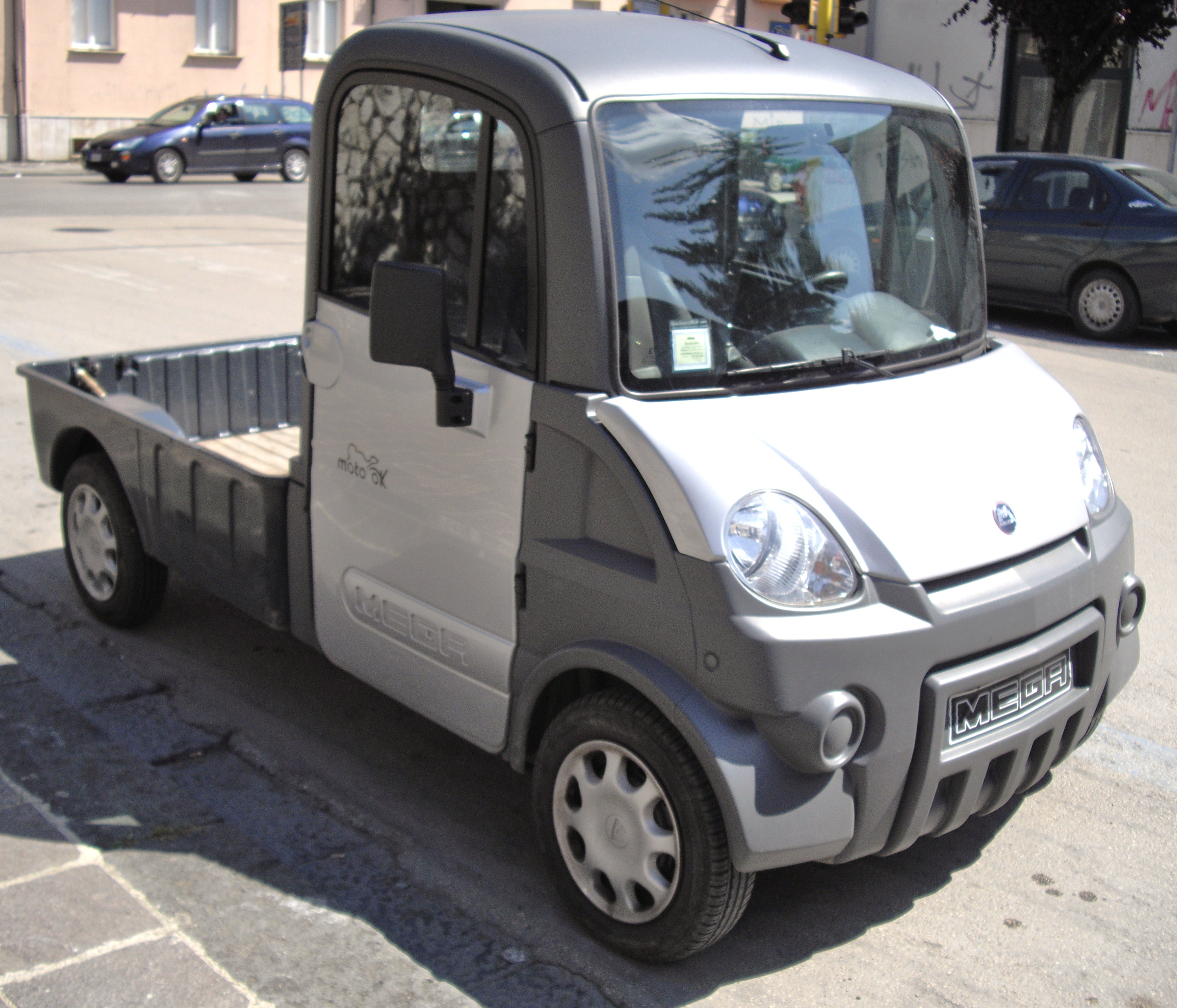
MEGA Multitruck Pick Up
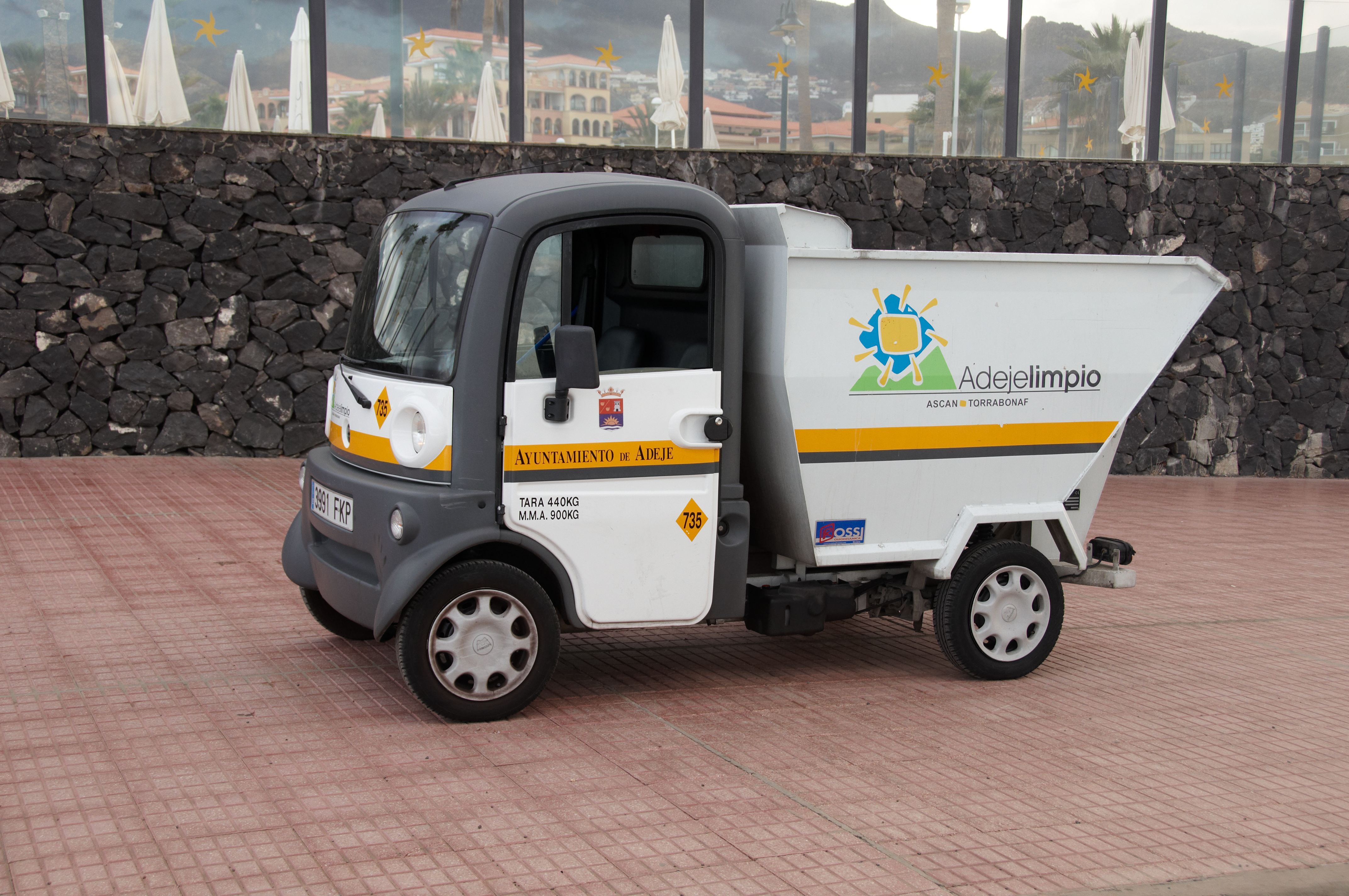
Mega Multitruck Skip Tipper